# Sarcophaga pingi
Sarcophaga pingi är en tvåvingeart som beskrevs av Ho 1934. Sarcophaga pingi ingår i släktet Sarcophaga och familjen köttflugor. Inga underarter finns listade i Catalogue of Life.